# خبر عاجل (مسلسل)
خبر عاجل مسلسل تلفزيوني سوري، من إخراج غزوان بريجان، وتأليف بسام جنيد؛ أما الممثلون فمنهم نادين، سليم كلاس، عبد الحكيم قطيفان، ميلاد يوسف، هيثم جبر، عاصم حواط، ليليا الأطرش، وغيرهم. عرض المسلسل لأول مرة في رمضان عام 2008 على سورية الفضائية يتحدث العمل عن دور الصحافة وأهميتها في كشف الفاسدين في الدولة، مع بعض المشاكل العائلية في بيت هدى (التي لعبت دورها الفنانة نادين)، التي لديها بنتان وولدان وزوجها شهيد.